# Port lotniczy Burgas
Port lotniczy Burgas (kod IATA: BOJ, kod ICAO: LBBG) (bułg.: Летище Бургас) – międzynarodowe lotnisko, zlokalizowane 10 km na północny wschód od Burgasu. Drugi pod względem wielkości port lotniczy w Bułgarii (po sofijskiej Wrażdebnie), a największy na tamtejszym wybrzeżu. W 2017 obsłużył 2 982 339 pasażerów. W grudniu 2013 otwarto na nim nowy terminal pasażerski.

## Linie lotnicze i połączenia
| Linia lotnicza                  | Kierunek |
| ------------------------------- | --- |
| Aegean Airlines                 | Sezonowe czartery: 1. Lille |
| Aer Lingus                      | Sezonowo: 1. Dublin |
| Air Baltic                      | Sezonowo: 1. Ryga 2. Tallinn |
| Arkia Israel Airlines           | Sezonowe czartery: 1. Tel Awiw |
| Avion Express                   | Sezonowe czartery: 1. Wilno |
| BH Air                          | Sezonowe czartery: 1. Aberdeen 2. Amsterdam 3. Belfast 4. Bergen 5. Billund 6. Bruksela 7. Cardiff 8. Kopenhaga 9. East Midlands 10. Edynburg 11. Glasgow 12. Göteborg 13. Humberside 14. Larnaka 15. Leeds/Bradford 16. Londyn-Gatwick 17. Manchester 18. Newcastle 19. Oslo-Gardermoen 20. Stavanger 21. Sztokholm-Arlanda 22. Teesside                             |
| Bluebird Airways                | Sezonowo: 1. Tel Awiw |
| Brussels Airlines               | Sezonowe czartery: 1. Bruksela |
| Bulgaria Air                    | Sezonowo: 1. Sofia 2. Tel Awiw-Ben Gurion Sezonowe czartery: 1. Antalya 2. Bratysława 3. Brno 4. Budapeszt 5. Erywań 6. Katowice 7. Koszyce 8. Kuwejt 9. Ostrawa 10. Pardubice 11. Poprad 12. Praga 13. Warszawa-Okęcie |
| Buzz                            | Sezonowe czartery: 1. Bydgoszcz 2. Katowice 3. Kraków 4. Poznań 5. Warszawa-Chopin 6. Wrocław |
| Corendon Dutch Airlines         | Sezonowo: 1. Amsterdam 2. Bruksela 3. Maastricht |
| Discover Airlines               | Sezonowo: 1. Frankfurt 2. Monachium (od 2 lipca 2025) |
| EasyJet                         | Sezonowo: 1. Berlin 2. Londyn-Gatwick 3. Manchester |
| Enter Air                       | Sezonowe czartery: 1. Gdańsk 2. Katowice 3. Poznań 4. Praga 5. Warszawa-Chopin 6. Wrocław |
| European Air Charter            | Sezonowe czartery: 1. Billund 2. Bratysława 3. Brema 4. Brno 5. Budapeszt 6. Kolonia/Bonn 7. Kopenhaga 8. Drezno 9. Düsseldorf 10. Erfurt 11. Frankfurt 12. Gdańsk 13. Hamburg 14. Hanower 15. Katowice 16. Lipsk 17. Linz 18. Łódź 19. Monachium 20. Poznań 21. Praga 22. Rzeszów 23. Szczecin 24. Stuttgart 25. Tel Awiw 26. Wiedeń 27. Warszawa-Chopin 28. Wrocław |
| Eurowings                       | Sezonowo: 1. Düsseldorf 2. Hamburg 3. Kolonia/Bonn 4. Stuttgart |
| Freebird Airlines               | Sezonowe czartery: 1. Lipsk 2. Paderborn/Lippstadt |
| GetJet Airlines                 | Sezonowe czartery: 1. Wilno |
| Iberojet                        | Sezonowe czartery: 1. Madryt |
| Jettime                         | Sezonowe czartery: 1. Billund 2. Kopenhaga 3. Helsinki |
| Jet2.com                        | Sezonowo: 1. Birmingham 2. Bristol 3. East Midlands 4. Glasgow 5. Leeds/Bradford 6. Liverpool 7. Londyn-Stansted 8. Manchester 9. Newcastle |
| LOT                             | Sezonowe czartery: 1. Warszawa-Chopin 2. Wrocław |
| Luxair                          | Sezonowo: 1. Luksemburg |
| Neos                            | Sezonowe czartery: 1. Tel Awiw |
| Norwegian Air Shuttle           | Sezonowo: 1. Kopenhaga 2. Helsinki 3. Oslo-Gardermoen 4. Sztokholm-Arlanda |
| Ryanair                         | Sezonowo: 1. Bratysława 2. Budapeszt 3. Dublin 4. Gdańsk 5. Kraków 6. Kowno 7. Londyn-Luton 8. Poznań 9. Wiedeń 10. Warszawa-Modlin |
| Scandinavian Airlines System    | Sezonowe czartery: 1. Kopenhaga 2. Oslo-Gardermoen 3. Stavanger 4. Trondheim |
| SmartLynx                       | Sezonowe czartery: 1. Ryga 2. Tallinn |
| Smartwings                      | Sezonowo: 1. Bratysława 2. Brno 3. Koszyce 4. Ostrawa 5. Paryż-Charles de Gaulle 6. Praga Sezonowe czartery: 1. Gdańsk 2. Katowice 3. Pardubice 4. Warszawa-Chopin |
| Sunclass Airlines               | Sezonowe czartery: 1. Helsinki 2. Oslo-Gardermoen |
| Sundair                         | Sezonowo: 1. Berlin |
| Sun d’Or International Airlines | Sezonowe czartery: 1. Tel Awiw |
| Transavia                       | Sezonowe czartery: 1. Amsterdam |
| TUI Airways                     | Sezonowo: 1. Birmingham 2. Bristol 3. Cardiff 4. Londyn-Gatwick 5. Manchester 6. Newcastle Sezonowe czartery: 1. Dublin |
| TUI fly Belgium                 | Sezonowo: 1. Bruksela |
| TUI fly Netherlands             | Sezonowo: 1. Amsterdam |
| TUI fly Nordic                  | Sezonowe czartery: 1. Sztokholm-Arlanda |
| Wizz Air                        | 1. Londyn-Luton Sezonowo: 1. Budapeszt 2. Debreczyn 3. Gdańsk 4. Katowice 5. Kraków 6. Lublin 7. Tel Awiw 8. Wiedeń 9. Warszawa-Chopin 10. Wrocław |